# Битва за остров Уэйк
Би́тва за о́стров Уэ́йк (англ. Battle of Wake Island) началась одновременно с нападением на Пёрл-Харбор и закончилась 23 декабря 1941 года капитуляцией американских войск. Сражения за остров Уэйк велись как на самом атолле, так и вокруг него — на островках Пил и Уилкс с участием воздушных, наземных и морских сил Японии и США, однако в первую очередь использовался флот. Сражение за остров Уэйк стало последним случаем в истории, когда высадка была отражена огнем береговой артиллерии.
Остров удерживался Японией до 4 сентября 1945 года, когда японский гарнизон сдался эскадре ВМС США.

## Предыстория

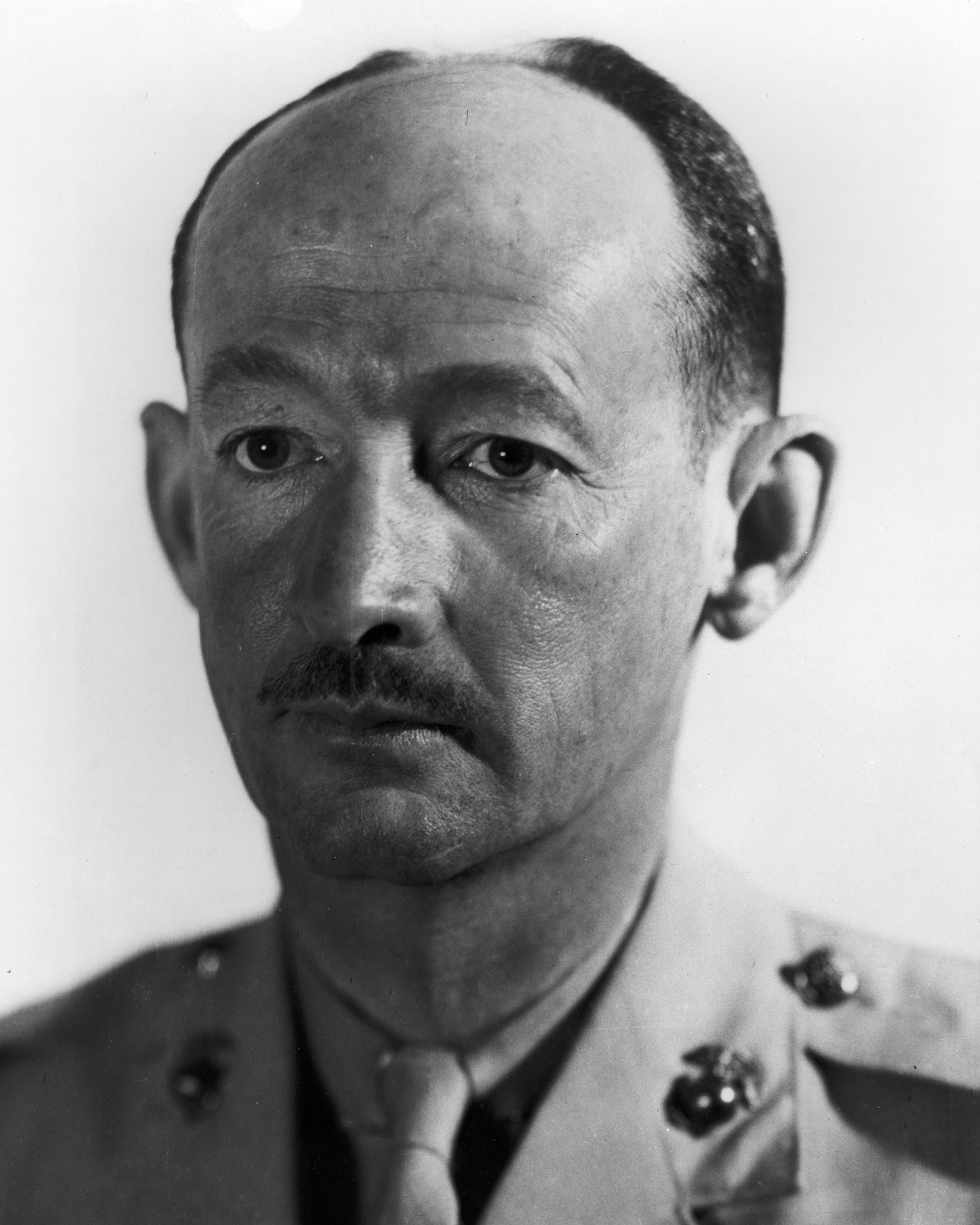
Джеймс Деверо

Остров Уэйк, в виду своего расположения, был мощной передовой крепостью американских войск в случае нападения Японии. Точно так же японцы рассматривали остров как плацдарм для прорыва вглубь обороны противника, в результате чего остров становился для них целью номер один.
Девятого января 1941 Военно-морские силы США начали создание военной базы на атолле. Перед инженерами стояла нелегкая задача в краткие сроки построить взлетную полосу, укрепить остров и подготовить его к возможному японскому вторжению. Помимо этого, им предстояло обустроить на острове бытовые здания: такие как коллекторы для воды, госпиталь и пр.
К августу на Уэйке уже имелись первые фортификационные сооружения в виде позиций для зенитных орудий и береговые орудия, снаряженные прожекторами для ведения ночного боя. 19 августа на острове появился первый постоянный гарнизон — резервные силы 1-го защитного батальона морской пехоты численностью до 450 офицеров и солдат под командованием майора Джеймса Деверо. Именно это подразделение составляло основу гарнизона острова.
По прибытии на остров командир батальона сразу пришёл в негодование от размеренности и низкой интенсивности работ. Уже в скорое время он установил жёсткий распорядок в гарнизоне, за что солдаты его невзлюбили. Тем не менее, его действия помогли в скором времени привести укрепления в пригодное состояние, и к началу японского вторжения гарнизон был готов.
Пехотинцы были вооружены шестью 127/51 морскими орудиями5"/51 caliber gun, снятыми при модернизации с линейного корабля Техас, двенадцатью 76-мм зенитными пушками3"/50 caliber gun, восемнадцатью станковыми пулемётами Браунинг M2 и тридцатью станковыми пулемётами Браунинг M1917.
4 декабря на остров были доставлены 12 самолётов «Уайлдкэт» под командованием майора Пола Патнема. Именно эти самолёты станут единственной авиационной поддержкой защитников острова в течение всей битвы.

## Первая попытка
Командир гарнизона рассчитывал на скорое прибытие подкреплений в случае нападения японских войск, однако нападение на Перл-Харбор лишило флот США возможности перебросить на остров дополнительные войска. Гарнизон мог рассчитывать только на свои силы. Командование США понимало, что без подкреплений обороняющиеся не смогут продержаться достаточно долго, но помочь им было в тот момент нечем.
Японское же командование рассматривало остров как лёгкую цель, так как не знало о многочисленных фортификационных работах, проводимых на острове с приездом туда нового командира гарнизона.
8 декабря 1941 года, несколько часов спустя после нападения на Перл-Харбор, 36 японских бомбардировщиков Mitsubishi G3M, вылетевших с базы на Маршалловых островах, атаковали остров Уэйк, уничтожив на земле восемь из двенадцати истребителей Grumman F4F Wildcat. Остальные четыре американских истребителя были в воздухе, но, в связи с плохой видимостью, не увидели японские бомбардировщики. На следующий день эти истребители сбили два вражеских самолёта. Ранним утром 11 декабря гарнизон при поддержке четырёх оставшихся истребителей отразил первую высадку японцев. Их силы включали: лёгкие крейсера «Юбари», «Тэнрю» и «Тацута»; шесть эскадренных миноносцев первого класса — «Хаятэ», «Яёй», «Оитэ» и «Асанаги» типа «Камикадзе», и «Муцуки» и «Кисараги», типа «Муцуки» соответственно; два бывших эсминца второго класса типа «Моми», перевооружённых в патрульные корабли типа «No.31» и два десантных судна с отрядами морской пехоты на борту.
Американские пехотинцы ответили на вторжение огнём из шести орудий береговой артиллерии. Майор Деверо приказал стрелкам не открывать огонь, пока противник не окажется в пределах досягаемости орудий. «Батарея Л», находившаяся на островке Пил с расстояния в 3700 метров (4000 ярдов) как минимум дважды точно поразила орудийные погреба эсминца «Хаятэ», что вызвало их детонацию и затопление эсминца.  Крейсер «Юбари» предположительно получил 11 попаданий в надстройки (японские источники отрицают попадания, утверждая, что речь идет о пяти близких накрытиях. Косвенно это подтверждается тем, что «Юбари» не становился на ремонт после операции). Четыре американских истребителя нанесли бомбовый удар по эсминцу «Кисараги», что вызвало детонацию глубинных бомб и его гибель. Оба японских эсминца были потоплены вместе со всем экипажем на борту, а «Хаятэ» стал первым японским военным надводным кораблем, потопленным в ходе Второй мировой войны. Японские корабли отошли, не начав высадки. Это было первое поражение для Японии, и это был последний пример в истории, когда высадка военных сил была отражена береговой артиллерией.
Японские войска так и не смогли высадиться на острове. Адмирал Кадзиока ожидал разжалования за свой провал, однако, к его удивлению, командование выделило ему дополнительные войска для взятия острова.

## Вторая попытка
Вторая попытка состоялась 23 декабря силами 1500 десантников. Штурм начался в 2:35 ночи после предварительной бомбардировки. Американцы храбро сражались и смогли в ходе высадки десанта уничтожить два японских вспомогательных корабля. Японские морские пехотинцы встретили серьёзное сопротивление в ходе штурма острова. Бой продолжался всю ночь и утро. К полудню гарнизон исчерпал весь свой боезапас и командующий американскими силами осознал, что смысла в дальнейшем сопротивлении нет.
За время боёв США потеряли убитыми 49 морских пехотинцев, 3 военнослужащих ВМС, а также 70 гражданских лиц, использовавшихся на вспомогательных работах. 433 человека были захвачены в плен.
После боя разъярённые японцы собрали всех пленных на взлётной полосе и выставили перед ними пулемёты. Чудовищную расправу предотвратил сам Кадзиока, который приказал своим солдатам разместить пленных в армейских казармах.

## Итог
Захват острова стал большим стратегическим, но не тактическим успехом японцев, так как их потери в ходе штурма острова были крайне велики. Адмирал Кадзиока смог таким образом смыть с себя позор недавнего поражения и заслужить похвалу командования. Благодаря овладению данным клочком суши перед японцами открывались большие стратегические перспективы, одной из которых была постройка аэродрома на острове.
Для американцев потеря острова хоть и была поражением, но не столь серьёзным, как могло бы быть. В ходе обороны острова американцам удалось потрепать японскую группировку, уничтожив 4 японских корабля и 8 самолётов, что для японцев, считавших, что захват острова не представляет большой проблемы, было болезненно. Американский флот оказался заперт на своих базах и проводить активные действия в тот момент не мог, в том числе помешать строительству японского аэродрома на острове.

## Плен
Пленные содержались на острове до 1942 года, пока их не перевели в лагеря на территории Японии. Несколько человек были оставлены на острове, однако все они были позднее казнены, что часто рассматривается как пример жестокости японских войск к пленным солдатам противника.

## Отражение в культуре
Битва за остров Уэйк была отражена в американском драматическом военном фильме "Остров Уэйк" (1942 год).
Упоминается в фильме "Криминальное чтиво"